# Allium mareoticum
Allium mareoticum là một loài thực vật có hoa trong họ Amaryllidaceae. Loài này được Bornm. & Gauba mô tả khoa học đầu tiên năm 1933.